# Людина у високому замку
«Людина у високому замку» (англ. The Man in the High Castle) — фантастичний роман Філіпа Діка жанру альтернативної історії, опублікований в 1962 році. Описує світ 1960-х років, у якому країни Осі перемогли у Другій світовій війні.
У 1963 році книга удостоїлася премії «Г'юґо» як найкращий роман року. Роман привернув увагу до альтернативної історії та творчості Філіпа Діка. 1997-го роман здобув нагороду SFinks як книга року.

## Світ роману

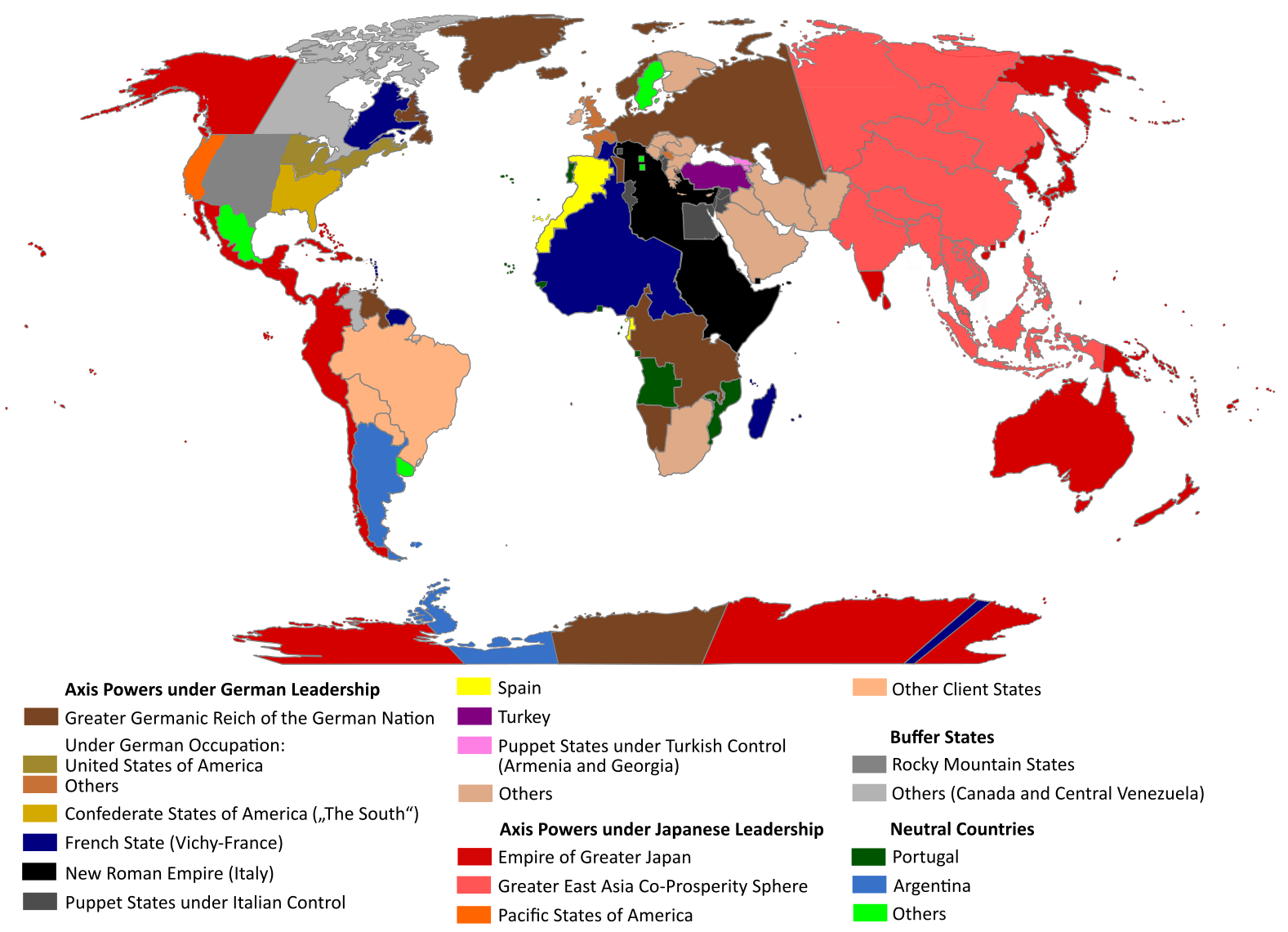
Політична карта зображуваного в романі світу

В описуваному світі під час Другої світової війни (в 1940 році) президента США Франкліна Рузвельта було убито. Тодішній віцепрезидент Джон Гарнер зайняв його місце, але невдовзі сам поступився Джону Брікеру. За їхнього правління США не змогли подолати наслідки Великої депресії та припинили участь у війні. Без їхньої допомоги Британія та союзники пали під натиском країн Осі.
СРСР без ленд-лізу було швидко окуповано ще в 1941 році, слов'янські народи в більшості було винищено або поміщено до резервацій. Тихоокеанський флот США загинув під час атаки японців на Перл-Гарбор. Як наслідок Австралія, Нова Зеландія, Океанія і Гаваї опинилися під японською окупацією.
Війна тривала до 1947 року і завершилася підписанням США капітуляції. Нацисти влаштували судовий процес, в ході якого засудили воєначальників антигітлерівської коаліції за воєнні злочини. Переділ світу, що відбувся за цим, розділив США на Східні штати, які відійшли до Третього Рейху, Тихоокеанські штати, які відійшли до Японської імперії, та буферні Штати Скелястих гір, реально — маріонеткову державу нацистів.
Гітлер якийсь час правив Третім Рейхом, але відійшов від влади через сифіліс мозку. Його місце зайняв Мартін Борман, а після його смерті Геббельс і Гейдріх розпочали боротьбу за владу між собою. «Нижчі» раси в усьому світі поступово винищувалися. Так Африка стала практично безлюдною. Японська імперія не проводила геноциду поневолених народів і відрізнялася ліберальнішим ставленням до окупованих територій. Її влада поширилася на велику частину Азії та островів Тихого океану, згідно з планом Великої східноазійської сфери співпроцвітання. Попри відсутність відкритих конфліктів, між Третім Рейхом і Японською імперією запанувала взаємна недовіра.
До 1960-х розвинулася ракетна техніка, Німеччина створила систему міжконтинентального ракетного транспорту. Було розпочато запуски штучних супутників, космічні польоти до Місяця, Марса і Венери. При цьому телебачення тільки почало розвиватися. Німеччина стала втілювати план Атлантропи з осушення Середземного моря. Населення України було знищене, його замінили німецькі фермери, використовуючи землі як «всесвітню житницю». Для ферм заплановано використати і дно Середземного моря.
Дехто, знаний як Готорн Абендсен або ж «Людина у високому замку», описує у своїй книзі «І обважніє коник» інший світ, де країни Осі зазнали поразки в 1945 році. Книга заборонена в Рейху, але вільно продається в Японській імперії. При цьому описаний в «І обважніє коник» світ не є нашим, маючи низку відмінностей в історії. У романі один з персонажів під час медитації навіть переноситься в подібний світ. Крім того, так чи інакше герої роману стикаються з книгою «Ї цзін» (Книгою змін), присвяченій ворожінню, яка впливає на їхні долі, дозволяючи відрізнити правильні речі від хибних.

## Сюжет
Роман має кілька сюжетних ліній, які перетинаються між собою:
- Рудольф Вегенер, видаючи себе за шведського торговця Бейнса, прибуває до Сан-Франциско. Там він має зустрітися з японським аташе Таґомі, а той повинен звести його з паном Ятабе, прибулим з Японії. Пан Ятабе — насправді генерал Тедекі, колишній начальник імперського Генерального штабу. Основна місія Вегенера — попередити японців, що у фракції німецького уряду, очолюваної Йозефом Геббельсом, є план під назвою «Операція „Кульбаба“» (нім. Operation Löwenzahn) із завдання ядерного удару по Японії. Також у наміри Вегенера входить переконати Японію підтримати шефа Служби безпеки Рейнхарда Гейдріха в боротьбі проти Геббельса. Зрештою він на свій ризик повертається в Берлін, зрозумівши, що Геббельс все одно прийде до влади, але бачить зародки кращого майбутнього, яке може настати після його правління.

- Френк Фрінк і його друг Ед Маккарті працюють у компанії «Віндема-Метсон» із виробництва репродукцій старовини, які має дивний вплив на покупців. Френк намагається саботувати бізнес «Віндема-Метсон», розповівши власникові магазину «Художні промисли Америки» Чілдену, наче їхня продукція — підробки. Власник компанії повідомляє поліції, що Френк — єврей, і того заарештовують. Але завдяки Таґомі врешті його відпускають і Фрінк повертається до колишнього життя.

- Таґомі, який постійно звертається до ворожіння з використанням «Книги змін» у прийнятті рішень, наважується на радикальні дії. Спершу він вступає в сутичку з німецькими агентами, прибулими вбити Вегенера, і вбиває їх із купленого у Чілдена пістолета, який виявляється цілком справним. Потім він відмовляє німцям у депортації Френка Фрінка, довіряючи «Книзі змін». При цьому Таґомі ніколи не зустрічався з Фрінком і навіть не знає, що саме він автор ювелірного виробу, який залишив Таґомі під сильним враженням. Придбавши виріб, Таґомі медитує і несподівано виявляє себе у світі, де Японія не окуповувала США, після чого так само несподівано повертається. Бувши правовірним буддистом, Таґомі глибоко переживає, що йому довелося навмисно позбавити життя двох людей. У поєднанні зі страхом, що його кар'єра скінчена, це доводить Таґомі до серцевого нападу. Однак він не жалкує про зроблене, впевнений, що ворожіння підказало йому правильні дії.

- Джуліана, колишня дружина Френка Фрінка, що живе в Колорадо, заводить роман із Джо Чінаделло — італійським ветераном війни, водієм вантажівки. Джо розповідає їй про книгу Абендсена і підводить до думки про зустріч з автором. Вони разом вирушають в поїздку, але незабаром Джуліана дізнається, що Джо працює на німецькі спецслужби і відправлений усунути Абендсена. Її спроба втекти зазнає невдачі. Джуліана збирається накласти на себе руки, але зрештою сама перерізає горло Джо припасеним для самогубства лезом. Наприкінці оповіді вона зустрічається з Абендсеном і переконує розповісти правду про те, як і чому він написав свою книгу. Той відкриває, що тематику і сюжет отримав, користуючись монетами для ворожіння згідно з «Книгою змін», котрі вказували йому варіанти. Згідно з ними, виходить, що перемога союзників у 1945 істинна, а настала в цьому світі історія — хибна. Абандсен підкидає монети і вони видають парадоксальний результат: події його роману — правда. Джуліана покидає будинок Абандсена, думаючи про повернення до Фрінка.

- Власник магазину антикваріату Роберт Чілден схвалює політику нацистів, зокрема щодо знищення «нижчих» рас, але ненавидить окупантів. По ходу дії він розкриває масштабну кампанію виробництва реплік предметів американської старовини і в підсумку починає відчувати гордість за свою національну культуру.

## Екранізації
У 2015 році за сценарієм Френка Спотніца та Філіпа Діка режисером Девідом Семелом було знято серіал за романом. Починаючись згідно з книгою, серіал, однак, продовжує її сюжет. На відміну від роману, у серіалі немає книги «Людини у високому замку», її замінює кінохроніка, яка зображає інші світи, де нацизм було переможено.

## Відзнаки
Найавторитетнішим шотландським критиком-фантастикознавцем Дейвідом Прінґлом роман включено до переліку 100 найкращих англомовних науково-фантастичних романів за період з 1949 по 1984 рік.

## Переклади українською
- Філіп К. Дік. Людина у високому замку. Переклад з англійської: Ірина Серебрякова; дизайн обкладинки: Варвара Перекрест. — Київ: Комубук, 2017. — 320 с. ISBN 978-617-7438-02-0